# The Velvet Rope
The Velvet Rope este al șaselea album de studio al cântăreței americane Janet Jackson. Albumul a fost lansat pe 7 octombrie 1997, prin Virgin Records. Înainte de lansare, ea și-a renegociat contractul cu Virgin pentru 80 milioane USD, cel mai mare contract de înregistrare din istorie la acea vreme.
După ce a suferit o criză emoțională, Jackson a început să se confrunte cu un caz de depresie pe termen lung. La rândul său, ea și-a dezvoltat noul disc ca album conceptual, folosind introspecția ca temă. Titlul său este o metaforă a limitelor emoționale, precum și o aluzie la nevoia unui individ de a se simți special. Versurile sale abordează subiecte precum depresia, valoarea de sine, rețelele sociale și violența în familie. De asemenea, cuprinde teme de sexualitate, orientare sexuală și relații de același sex. Datorită conținutului său sexual explicit, albumul a întărit imaginea publică a lui Jackson ca simbol sexual și ca unul dintre cei mai erotici vocalisti din anii '90. Incorporarea problemelor sociale referitoare la orientarea sexuală și combaterea homofobiei i-a stabilit, de asemenea, reputația de icoană gay și a primit premiul GLAAD Media pentru muzică remarcabilă.
Discul a fost co-scris și co-produs de Jackson, soțul ei de atunci René Elizondo Jr., Jimmy Jam și Terry Lewis, cu contribuții suplimentare ale diferiților compozitori. Piesele de pe album includ, de asemenea, violonista britanică Vanessa-Mae, cantautorul canadian Joni Mitchell și rapperul american Q-Tip în calitate de artiști. Compoziția sa fuzionează diverse genuri, inclusiv pop, R&B, trip hop, folk, jazz, rock și muzică electronică. Considerată a fi cea mai matură înregistrare a lui Jackson, este considerată ca un șablon pentru artiștii pop care trec la un sunet mai întunecat sau rebel și ca un precursor al dezvoltării R&B alternative.
The Velvet Rope a devenit cel de-al patrulea album consecutiv al lui Jackson care a ocupat un top în Billboard 200. De asemenea, a ajuns în topurile din Danemarca și în primele cinci cele mai importante piețe, cum ar fi Australia, Canada, Franța și Germania. Albumul a fost certificat triplu platină de către Recording Industry Association of America (RIAA) și a vândut aproximativ opt milioane de exemplare în întreaga lume. Dintre cele șase single-uri lansate din proiect, „Got’ til It's Gone ”a câștigat premiul Grammy din 1998 pentru cel mai bun videoclip muzical,„ Together Again ”a devenit un hit internațional numărul unu, iar„ I Get Lonely ”a devenit al 18-lea top consecutiv al lui Jackson- zece single pe Billboard Hot 100 din SUA, făcând-o singura femeie artistă din istorie care a realizat Turul Velvet Rope, în sprijinul albumului, a atras aprecieri critice pentru teatralitatea sa, precum și controverse pentru descrierile violenței domestice și a robiei.
The Velvet Rope a fost intitulat ca o metaforă a baricadei emoționale care îi împiedica pe ceilalți să-și dezvăluie gândurile cele mai interioare; în comparație cu frânghia de catifea folosită la premierele de film și spectacolele de premiere, interzicând accesul spectatorilor. De asemenea, a servit ca metaforă a barierelor care separă diferitele clase ale societății. S-a bazat pe diferite evenimente de-a lungul adolescenței și ale vârstei adulte, reapărând după încercarea de evadare. [15]

Opera de artă a albumului a fost fotografiată de Ellen von Unwerth, cu fotografii suplimentare de Mario Testino. Coperta o înfățișează pe Jackson coborând capul în mijlocul unui fundal roșu, simbolizând remușcarea. „Janet” este slab reliefată într-o formație de bloc pixelată. Jackson a declarat: „Imaginea pe care am folosit-o pe copertă îmi arată doar privirea în jos și despre asta se referea albumul, privind în interior”. MTV News a considerat opera de artă ca fiind iconică și o influență asupra diverșilor artiști. Opera de artă internă descrie piercingurile și tatuajele lui Jackson, afișând și mâinile legate în robie, prezentând fetișism.